# 2004年アテネオリンピックのジンバブエ選手団
2004年アテネオリンピックのジンバブエ選手団（2004ねんアテネオリンピックのジンバブエせんしゅだん）は、2004年8月13日から8月29日にかけてギリシャの首都アテネで開催された2004年アテネオリンピックのジンバブエ選手団、およびその競技結果。

## 概要
今大会は金メダル1個、銀メダル1個、銅メダル1個の合計3個のメダルを獲得した。
競泳でカースティ・コベントリーが3つのメダルを獲得、ジンバブエ勢としては1980年モスクワオリンピックのホッケー競技以来のメダル獲得となった。

## メダル
| メダル | 選手名                   | 競技 | 種目                 |
| ------ | ------------------------ | ---- | -------------------- |
| 金     | カースティ・コベントリー | 競泳 | 女子200m背泳ぎ       |
| 銀     | カースティ・コベントリー | 競泳 | 女子100m背泳ぎ       |
| 銅     | カースティ・コベントリー | 競泳 | 女子200m個人メドレー |